# Plicosepalus undulatus
Plicosepalus undulatus är en tvåhjärtbladig växtart som först beskrevs av Ernst Meyer och William Henry Harvey, och fick sitt nu gällande namn av V. Tieghem. Plicosepalus undulatus ingår i släktet Plicosepalus och familjen Loranthaceae. Inga underarter finns listade i Catalogue of Life.